# Hanna Ruszczyńska-Szenajch
Hanna Ruszczyńska-Szenajch (ur. 30 czerwca 1930, zm. 19 grudnia 2021) – polska geolog, prof. dr hab.

## Życiorys
Obroniła pracę doktorską, następnie uzyskała stopień doktora habilitowanego. Została zatrudniona na stanowisku profesora w Instytucie Hydrogeologii i Geologii Inżynierskiej na Wydziale Geologii Uniwersytetu Warszawskiego, oraz była współzałożycielką Stowarzyszenia Geomorfologów Polskich.